# Marie Rivière
Marie Rivière, född 22 december 1956 i Montreuil, Seine-Saint-Denis, är en fransk skådespelerska.

## Liv och gärning
När Marie Rivière var 21 år såg hon Kärlek på eftermiddagen och kontaktade filmens regissör, Éric Rohmer. Rohmer gav henne en liten roll i Perceval le Gallois från 1978. Rivières genombrott kom i Rohmers Flygarens hustru från 1981, där hon spelar en av huvudrollerna. Hon fortsatte att synas i Rohmers filmer, med huvudroller i Den gröna strålen (1986) och En höstsaga (1998). Utöver samarbetet med Rohmer gjorde hon bland annat en rad komedier på 1980-talet och har spelat i två av François Ozons filmer från 2000-talet.

## Filmer i urval
- Perceval le Gallois (1978)
- La vie comme ça (1978)
- Flygarens hustru (1981)
- Inspärrad (1984)
- Den gröna strålen (1986)
- Reinette och Mirabelle (1987)
- Le bonheur se porte large (1988)
- Papa est parti, maman aussi (1989)
- Tre män och en kärlek (1993)
- En höstsaga (1998)
- Vénus Beauté (Institut) (1999)
- Marie-Line (2000)
- L'Anglaise et le Duc (2001)
- Le canapé rouge (2005)
- Ma vie en l'air (2005)
- Tiden som finns kvar (2005)
- Astrée och Céladons kärlek (2007)
- Skådespelerskor (2007)
- Le refuge (2009)
- Ce sentiment de l'été (2015)